# Antoni Dols i Company
Antoni Dolç i Company “Barona” o “Franco” (Santa Maria del Camí, 1909-1981), va ser picapedrer, sindicalista i polític.
Va ser un dels més notables dirigents socialistes de Santa Maria, el juliol de 1936 era president de l'agrupació socialista i de la UGT. Formà part de la Comissió Gestora del Bloc Popular Antifeixista presidida per Bartomeu Horrach i Canals "de Can Mort", l'any 1936. Va ser una de les persones que estaren a punt de ser afusellades degut a l'arribada al poble d'un grup d'oficials d'Alcalà que saquejaren el local de les associacions obreres, el 20 de juliol de 1936. Va ser detingut i empresonat. L'any 1979 fou elegit regidor a Santa Maria del Camí per les llistes del PSOE.